# دوري الدرجة الأولى الروماني 2009–10
دوري الدرجة الأولى الروماني 2009–10 (بالرومانية: Liga I 2009-2010)‏ هو الموسم 92 من  دوري الدرجة الأولى الروماني. أقيم خلال الفترة 27 يوليو 2009 وحتى 7 مايو 2010، وأشرف على تنظيمه اتحاد رومانيا لكرة القدم، وكان عدد الأندية المشاركة فيه  18، وفاز فيه سي إف آر كلوج بعد أن لعب 34 مباراة وفاز بـ 20 منها.

## نتائج الموسم
| المركز | فريق          | لعب | ف  | ت | خ | له | عليه | ف.أ | نقاط | ملاحظة |
| ------ | ------------- | --- | -- | - | - | -- | ---- | --- | ---- | ------ |
| 1      | سي إف آر كلوج | 34  | 20 | 9 | 5 | 46 | 23   | +23 |      |        |